# L'Île-des-Pins
L'Île-des-Pins (Illa dels Pins) és un municipi de França a Nova Caledònia a l'oceà Pacífic. El municipi està compost per l'illa dels Pins i la més petita illa Kôtomo, i diversos illots i la llunyana,a 150 km, illa Walpole. L'assentament de Vao n'és el centre administratiu.
L'Île-des-Pins és un dels principals atractius turístics de Nova Caledònia i se'n diu l'île la plus proche du paradis ("l'illa més propera al paradís"). Es pot arribar a L'Île-des-Pins per vaixell o per avió des de Nouméa. Les seves aigües són intensament blaves i disposa d'antigues pinedes.
Per la Comuna de París (1871), uns 2.800 insurgents parisencs hi foren deportats durant anys.